# 莱斯塔克站
莱斯塔克站是法国的一个铁路乘降所，位于法国第二大城市马赛境内，因地处马赛16区的莱斯塔克街区而得名。

## 位置
莱斯塔克站位于马赛市区的西北部，莱斯塔克街区以北，巴黎－马赛铁路851.699公里处，同时米拉马斯－莱斯塔克铁路和莱斯塔克－马赛铁路也在此交汇，距离马赛大约11.3公里。车站大致呈东西走向，开口朝南。
在法国高速铁路地中海线建成以前，莱斯塔克站是法国北方及西部地区前往马赛的必经之路。

## 站房
莱斯塔克站的主站房于2012年列入法国国家文物保护单位。因客流较小，该站房的售票窗口已关闭。

## 站台设置
| 北↑ |             |               |  |
| A道 |             | 马赛方向→     |  |
| B道 |             | ←维特罗勒方向 |  |
|     | 岛式        |               |  |
| C道 |             | 马赛方向→     |  |
| D道 |             | ←马蒂格方向   |  |
|     | 侧式 主站房 |               |  |
| 南↓ |             |               |  |

## 停靠线路
以下列车线路在莱斯塔克站停靠：
| 莱斯塔克站列车线路表                     |      |          |             |              |
| 线路                                     | 车种 | 上一站   | 下一站      | 大致运行频率 |
| 阿维尼翁/米拉马斯—马赛                   | TER  | 帕代朗谢 | 马赛        | 每天8趟左右  |
| 米拉马斯—马赛                            | TER  | 帕代朗谢 | 塞翁-圣亨利 | 每天11趟左右 |
| 阿维尼翁（高铁站或中央站）/米拉马斯—马赛 | TER  | 尼奥隆   | 阿朗克/马赛 | 每天13趟左右 |
| 阿维尼翁—土伦                            | TER  | 维特罗勒 | 布朗卡      | 每天1-2趟    |
| 1.                                       |      |          |             |              |

## 配套交通

### 长途客车
莱斯塔克站附近暂无固定的长途客车线路。当某条铁路线施工或罢工时，SNCF可能会提供途径该线路沿途站点的大巴车。

### 城市公共交通
| 莱斯塔克站附近的市内公共交通线路 |                        | |
| 公交车站名称                     | 位置                   | 停靠线路                                                                                                |
| L'Estaque Gare 莱斯塔克火车站    | 莱斯塔克站 正前方100米 | 地铁布干维尔站 ↔ 拉内尔特 地铁布干维尔站 ↔ 莱斯塔克火车站 莱斯塔克港 （环线） 北部医院 ↔ 莱斯塔克火车站 |
| 1. 2.                            |                        | |

### 社会车辆
莱斯塔克站附近可停靠社会车辆。

## 临近车站
| 莱斯塔克站（Gare de L'Estaque） |                        |                             |
| 上行车站                        | 线路                   | 下行车站                    |
| 帕代朗谢站 8.1km ←              | 巴黎－马赛铁路         | 塞翁-圣亨利站 → 1.5km       |
| 尼奥隆站 6.1km ←                | 米拉马斯－莱斯塔克铁路 | （终点）                    |
| （起点）                        | 莱斯塔克－马赛铁路     | 阿朗克-欧洲地中海站 → 1.5km |
| - 本表仅显示运营中的线路及车站  |                        |                             |